# جول كامبون
جول مارتن كامبون (بالفرنسية: Jules Cambon)‏ (5 أبريل 1845 في باريس - 19 سبتمبر 1935 في فيفي، سويسرا) دبلوماسي فرنسي وشقيق بول كامبون.

## عن حياته
بدأ كامبون حياته المهنية كمحام في عام 1866 ، وخدم في الحرب الفرنسية البروسية ودخل الخدمة المدنية في عام 1871. كان محافظا من قسم نورد (1882) والرون (1887-1891)، في عام 1874 كان يخدم في الجزائر في منصب ثانوي وفي عام 1891 أصبح حاكما عاما للبلاد. 
كان الأمين العام للشؤون الخارجية الفرنسية في العام 1917 والتقى الزعيم الصهيوني ناحوم سوكولوف وأصدر وعد كمبن وهو وعد شبيه بوعد بلفور.

## روابط خارجية
- جول كامبون على موقع الموسوعة البريطانية (الإنجليزية)